# Pastýř (Forsyth)
The Shepherd (česky Pastýř) je novela z roku 1975, jejímž autorem je slavný britský spisovatel Frederick Forsyth. Forsyth toto dílo vytvořil jako vánoční dárek pro svoji manželku. Toto dílo vzniklo na základě autorových osobních zkušeností z letectva RAF a také tak, že při psaní a vymýšlení příběhu mu nad domem přelétávala letadla. Mezi inspirační zdroje autora patřily také historky, které se tradují v britském letectvu.

## Děj
Povídka Pastýř odkazuje k příběhu pilota letounu De Havilland Vampire, který se na Vánoce 1957 vrací domů z letecké základny RAF v Celle v severním Německu na základnu RAF Lakenheath Suffolku, přičemž dojde k elektrickému zkratu a poruše letounu. Ztracen v mlze a s ubývajícím palivem je nakonec zachráněn tajemným pilotem, který jej dovedl jako pastýř své ovce na záložní letiště Minton. Po přistání se dozví, že jeho zachráncem byl Johnny Kavanagh - válečný pilot RAF. Dozví se však také, že tento tajemný pilot zmizel přesně před 14 lety za vánočního letu nad Severním mořem.
Tato povídka je podobná povídkám ze série Kvintet a má podobnou duchařskou a nadpřirozenou tematiku, která v té době byla u autora v oblibě.